# غافين وارد (مهندس)
غافين وارد هو مهندس كندي، ولد في 11 نوفمبر 1984.